# Soul Mining
Soul Mining è un album dei The The. Considerato il loro capolavoro massimo spinge la tipica musica elettronica degli anni '80 verso lidi più "pop".
Il disco è ritenuto fondamentale anche per l'evoluzione della musica rock. È probabile che "Soul Mining" abbia portato grosse influenze su una parte del brit pop e dell'acid house.
L'album venne pubblicato nell'ottobre del 1983. Vi sono numerosi camei: da Foetus, a Jools Holland, passando per Zeke Manyika degli Orange juice, Thomas Leer e David Johansen.

## Tracce
Lato A
1. I've Been Waitin' for Tomorrow (All of My Life) – 5:45
2. This Is the Day – 5:01
3. The Sinking Feeling – 3:44
4. Uncertain Smile – 6:52

Lato B
1. The Twilight Hour – 5:58
2. Soul Mining – 4:50
3. Giant – 9:36
4. Perfect (solo negli Stati Uniti) – 5:36